# 李新畲
李新畲，宛平(今北京丰台区)人，是一名清朝政治人物。
李新畲曾于1828年接替孙大焜任福建永安县知县一职，1829由朱彝接任。